# Israel ben Eliezer
Israel ben Eliezer poreclit Baal Șem Tov (literal:"cel cu nume bun","posesorul unui nume bun") sau pe scurt Beșt sau Ribash, (în ebraică ישראל בן אליעזר בעל שם טוב / בעש"ט; n. 27 august 1698, Okopî, Podole Voivodeship⁠(d), Coroana Regatului Poloniei⁠(d), Polonia-Lituania – d. 21 mai 1760, Medjîbij, Coroana Regatului Poloniei⁠(d), Polonia-Lituania), a fost un rabin, cabalist, vindecător popular (Baal Shem) și conducător comunitar evreu, care a activat în Ucraina aflată sub control polonez în secolul al XVIII-lea, fiind considerat fondatorul hasidismului. După tradiția hasidică, la 36 ani a avut o revelație divină și prin anul 1740 s-a așezat la Medjîbij în regiunea Podolia, unde și-a câștigat renumele de cunoscător al învățăturii iudaice mistice și a atras în jurul său numeroși învățăcei,
Baal Shem Tov a subliniat în învățătura lui aspecte precum însemnătatea intenției (kavaná) în rugăciune și în urmarea preceptelor religioase, sfințenia literelor care compun cuvintele textelor și prioritatea bucuriei față de ascetism ca mijloc de adeziune pioasă - d'vekut - la divinitate.
Ucenicii săi și, la rândul lor, elevii acestora au fost pepiniera conducerii mișcării hasidice, vreme de decenii după moartea sa, i-au cristalizat învățătura și i-au atribuit statura de întemeietor al mișcării, deși, din multe puncte de vedere, era mai mult un cabalist de școală veche.

## Biografie

### Copilăria
Despre viața lui Baal Șem Tov se știe puțin, cel mai însemnat izvor direct despre ea fiind cartea „Shivhey leBaal Shem Tov” - „Laude aduse lui Baal Șem Tov”, culegere hagiografică tipărită în anul 1815. Data nașterii sale a fost obiectul mai multor ipoteze. După tradiția hasidismului Habad el s-a născut, după calendarul ebraic, la 18 Elul 5458 (ה'תנ"ח), adică în 1698. Așa reiese, între altele, dintr-o scrisoare a lui Baal Șem Tov care a fost publicată în revista „Hatamim”, ca parte din așa numita Gheniza din Herson, despre care cercetătorii bănuiesc că este un fals. Istoricul Simon Dubnov a menționat în mod eronat anul 5460 (ה'ת"ס), adică 1699.
După tradiția provenită de la rabinul Avraham Yaakov Friedman din Sadigura, Baal Șem Tov s-a născut în anul 5450 (ה'ת"נ), adică 1689.
În câteva izvoare este pomenit ca loc al nașterii târgușorul Okop, identificat de Moshe Rossman cu Okopî Svetei Troiți, regiunea Ternopil, de lângă Kameaneț Podilsk în Ucraina, pe atunci parte a Uniunii Polono-Lituaniene. Localizarea aceasta este menționată în repetate rânduri, însă Moshe Idel scrie că, deși Baal Șem Tov a fost menționat ca locuitor al târgușorului, niciunde într-un izvor mai timpuriu Okopî nu este pomenit ca locul nașterii sale. Pe baza analizei literaturii hagiografice despre Baal Șem Tov, Idel susține că acesta s-a născut nu departe de acolo, în zona de frontieră nordică a Principatului Moldova, acesta fiind "statul Wolhai aproape de graniță" indicat în cartea Shivhei Habaal Shem Tov, la sud de râul Prut. 
Zona de care este vorba se afla la granița dintre Moldova, principat autonom românesc sub suzeranitate otomană, și regiunea ucraineană Podolia din Uniunea Polono-Lituaniană.
Baal Șem Tov a fost influențat de numeroase surse spirituale, inclusiv tradiția de izolare în peșterile din Carpații Orientali a unor călugări mistici, sihaștrii creștini ortodocși, precum și tradițiile antice șamaniste ale unor minorități creștine locale, precum ceangăii și huțulii.

Numele părinților săi au fost Eliezer și Sara, și după legendă, ei l-au născut la o vârstă înaintată. După câte se povestește Israel a devenit de foarte tânăr orfan de amândoi părinții. I-a plăcut să meargă pe câmp și să observe natura, și a devenit familiar cu plantele și cu însușirile lor tămăduitoare. Tradiția spune ca la vârsta de 14 ani l-a întâlnit pe fiul lui rabi Adam Baal Shem, care i-a transmis din scrierile cabalistice, dar acest fapt este pus la îndoială.
El s-a însurat cu o fată din Okopî și a fost angajat ca ajutor de învățător la Beit Midrașul local. O vreme a slujit și ca șohet - măcelar ritual în târgul Keșilovici, lângă Iazloveț. După scurt timp soția i-a murit, fără să fi născut copii.

### Căsătoria cu Hanna

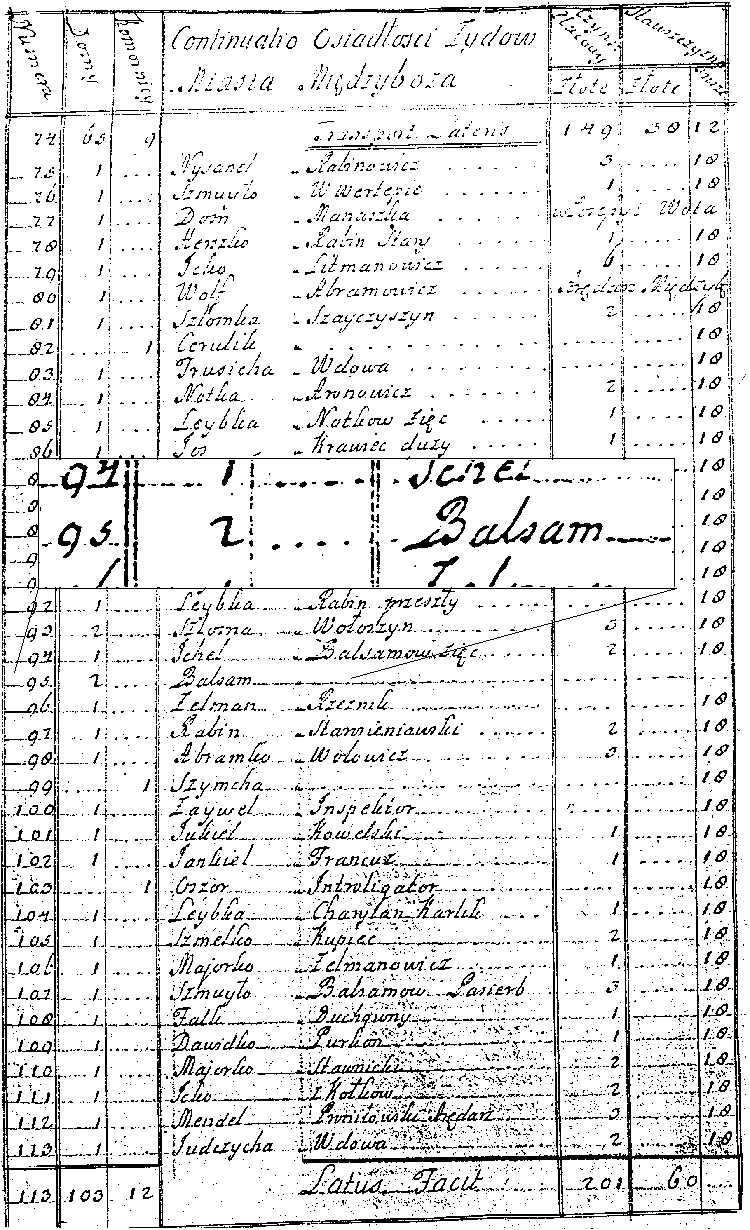
Registrul contribuabililor din Medjîbij din anul 1758, menționând numele lui Balsam - Baal Shem Tov

După moartea soției, Israel s-a stabilit la Brodî, unde a lucrat ca învățător și ca arbitru în conflicte. La Brodî s-a însurat cu Hanna, sora rabinului Avraham Gershon din Kitov. Perechea s-a mutat apoi lângă Kitov (Cuturi). Vreme de câțiva ani Israel a obișnuit să se reculeagă în singurătate în zona muntoasă dintre Kitov și Kosov (Cosău), unde se află în zilele noastre Parcul Național Huțulșcina. 
Cumnatul său, rabi Avraham Gerșon, nu vedea cu ochi buni căsătoria surorii sale, pentru că în acea vreme Israel făcea impresia de țăran necioplit și ignorant, și s-a străduit să-i gonească din oraș. Israel și Hanna s-au mutat atunci la munte, și au trăit ca săpători de lut. Li s-au născut un băiat și o fată: Tzvi și Adel.
O vreme Rabi Israel a pribegit și a a slujit iarăși ca ajutor de învățător, apoi s-a așezat la Tlust (Tovste), unde la vârsta de 36 ani s-a făcut știut ca vindecător - Baal Șem.

### Activitatea
Baal Șem Tov a propovăduit mai ales în Podolia, pe atunci provincie în sudul Regatului Polon (în zilele noastre în centrul Ucrainei). În acea vreme în rândurile evreilor din răsăritul Europei s-a răspândit studiul Cabalei. Aceasta a fost rezultatul avântului mișcării mesianiste a lui Sabetai Tzvi (Shavtai Tzvi) și al difuzării învățăturii rabinului Itzhak Luria (Ari Hakadosh) din Palestina în comunitățile din estul Europei.
În timpul vieții Israel era denumit Rabbi Israel Baal Șem, „Baal Șem” fiind ocupația de lecuitor cu ajutorul numelor sfinte, al Cabalei practice, a jurămintelor și a amuletelor. El parcurgea târgușoarele evreiești și se spunea în popor că, beneficiând de ajutorul forțelor spirituale, izbăvea oamenii de diverse primejdii. 
În anul 1740 (5500) Israel s-a așezat la Medjîbij unde a locuit până la sfârșitul vieții. Până nu demult lipseau probe istorice în legătură cu el, în afara pietrei sale funerare și a scrierilor ucenicilor săi, dar în anii 1980 istoricul israelian Moshe Rosman a descoperit în arhivele primăriei Medjîbij însemnarea "Baal Șem, doctor”, scutit de impozite. Numele său figurează, fără întrerupere, până în anul 1760. Alături de el sunt menționate și câteva personaje amintite în cartea „Shivhey Habaal Shem Tov”

În acei ani el a început să transmită știința sa unor ucenici, din care o parte au devenit, la rândul lor, învățători ai hasidismului - ca de pildă, Rabbi Meir cel Mare din Premișlan (Meir Hagadol mi Premishlan) și Rabbi Pinhas din Koritz. Tot pe atunci a restabilit relațiile cu cumnatul său, Rabbi Avraham Gershon, care și el, i-a devenit discipol. La un moment dat Avraham Gershon s-a mutat la Medjîbij ca să-i fie învățător și mentor fiului lui Baal Șem Tov, Tzvi. 
Spre sfârșitul vieții sale regiunea unde locuia Baal Șem Tov a fost bântuită de mișcări ale Falșilor Mesia, Sabetai Tzvi - sabetaismul - și Yaakov Frank - frankismul. Elementele cabaliste care stăteau la baza acestor mișcări ca și la baza învățăturii sale, au motivat creșterea împotrivirii multor rabini față de hasidism. Pentru a contracara confuzia aceasta i s-a atribuit lui Baal Șem Tov participarea la polemicile publice cu frankiștii din anul 1757. După „Laudele lui Baal Șem Tov” rabbi Israel ar fi spus cu privire la polemici:
„Shkhiná (prezența divină) geme și spune: atâta vreme cât mădularul este legat de trup mai are nădejde de oarecare leac, însă dacă este tăiat, nu mai are lecuire pe veci, căci fiecare din Israel este un mădular al Shkhinei”
 Istoricii nu au putut confirma o atare participare la dispute.

### Decesul

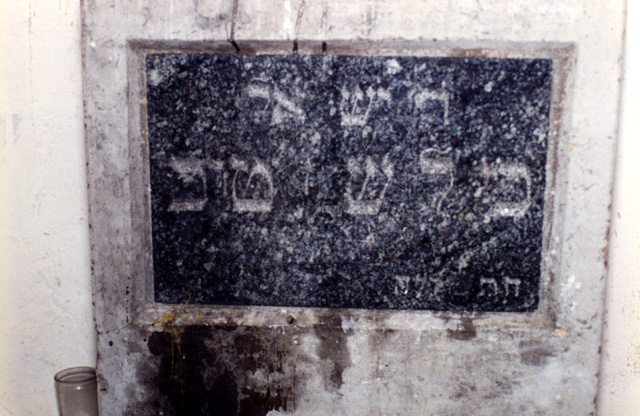
Piatra funerară a lui Baal Shem Tov, înainte de restaurarea din 2008

Israel ben Eliezer a murit în timpul sărbătorii de Șavuot 1760 si a fost inmormântat la cimitirul evreiesc din Medjîbij. Data acceptată în general, inclusiv de către dr Itzhak Alfassi, care a dedus-o pe baza unui manuscris, a fost 5 al lunii Sivan ,întâia zi de Șavuot. 
Alții susțin ca era vorba de 7 Sivan, a doua zi a sărbătorii, caea care este celebrată numai în diaspora.
Strănepotul său, rabbi Nahman din Brațlav susținea că ar fi murit de inimă grea  - "ar fi spus că a avut două găuri în inimă din cauza faptei lui Shavtai Tzvi, ... și de aceea a plecat").Yehuda Libas crede ca era vorba de convertirea colectivă la creștinism a lui Yaakov Frank și a ucenicilor acestuia, care a avut loc câteva luni înainte de moartea sa.

## Moștenirea spirituală

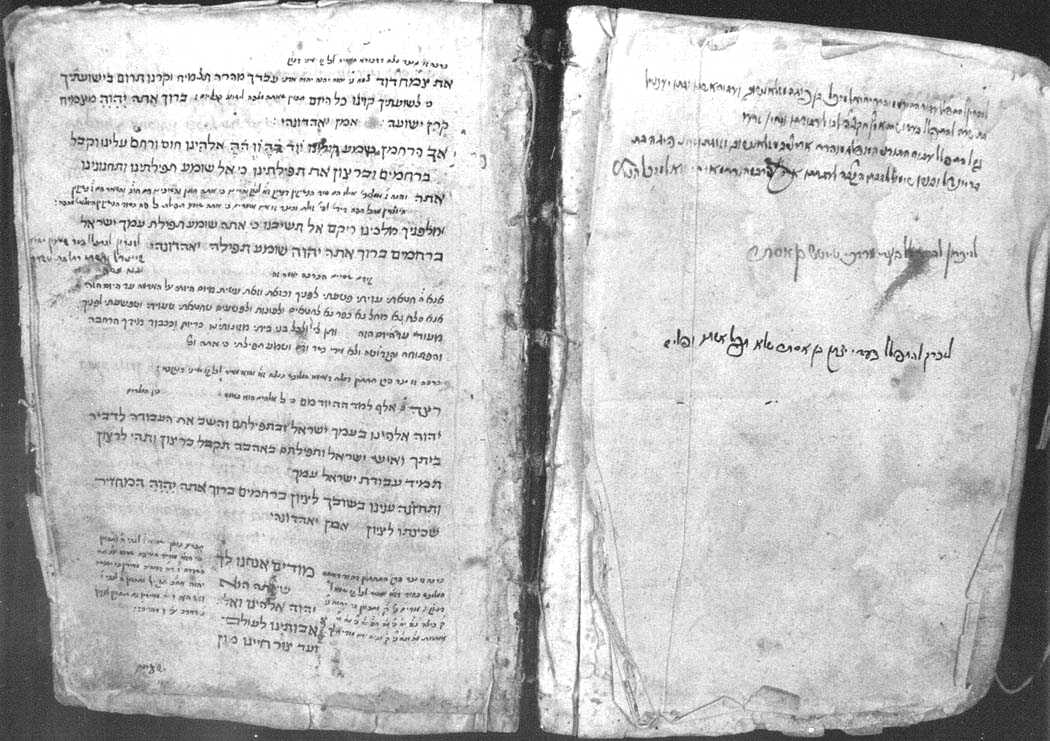
Cartea de rugăciune (sidur) a lui Baal Shem Tov, păstrată în prezent la Biblioteca Agudas Habad din New York

Israel ben Eliezer nu a lăsat nicio carte. Au rămas doar trei scrisori ale sale și notele pe marginea cărții sale de rugăciune. Comentariul cabalistic la Psalmul 107 care îi este atribuit (Jitomir 1804), „Sefer mi-rabi Israel Baal Shem-Tov”, nu este autentic.Transcrierea cea mai de încredere a învățăturilor sale se află în cărțile unor discipoli hasidim ai săi. Majoritatea lor au fost transmise de către Rabi Yaakov Yosef din Polnoi. Cărțile acestuia, Toldot Yaakov (Istoria lui Yaakov Yosef, tipărită prima dată la Jivkva ,in polonă Žółkiew), Tzofnat Pa'neakh etc conțin câteva sute de citate atribuite lui Baal Shem Tov. 
Așa numitul „Testament al lui Ribash” (Tzvaat Rabbi Israel Baal Shem Tov), în ciuda numelui, nu a fost scris de el. Compus prin 1794, își are sursa în școala (beit midraș) celui mai eminent învățăcel al său, maghidul Dov Ber din Mezerici (în ucraineană Velîki Mejîrici) 
Deoarece imediat după moartea lui Baal Shem Tov, hasidismul s-a divizat în numeroase curente, fiecare proclamându-se urmașul său fidel, este necesară multă precauție în judecarea autenticității citatelor ce i-au fost atribuite.  
Unele mărturii istorice directe au rămas din vremea când Besht a locuit la Medjîbij. Rosman a descoperit în arhiva familiei de nobili polonezi Czartoryski numeroase documente legale care aruncă o lumină asupra acestei perioade. Casa lui Besht este amintită ca scutită de impozite în mai multe registre. Și numele unor confrați ai lui Besht din povestirile sale așa cum apar în Shivhei HaBesht sunt menționați și în registrele de curte poloneze, mai cu seamă numele lui Zeev Wolf Kitzes și Dovid Pukers. Rosman afirmă că documentele poloneze arată că Besht și ucenicii săi nu erau proscriși sau paria, ci mai degrabă reprezentanti respectați ai vieții comunale evreiești
Alte mărturii directe includ cartea de rugăciune - (sidur) - a lui Besht, cu note personale scrise pe margini de el însuși. Ea se păstrează la Biblioteca Agudas Habad din New York. Mormântul lui Becht poate fi văzut și astăzi în vechiul cimitir evreiesc din Medjîbij.
Chapin si Weinstock afirmă că Israel ben Eliezer Baal Shem Tov era, în principiu, omul potrivit la locul și la timpul potrivit. Podolia veacului al XVIII_lea era un loc ideal pentru a genera o schimbare de proporții în gândirea evreiască. Regiunea fusese cu o generație în urmă despopulată din cauza masacrelor perpetrate de cazacii lui Bohdan Hmelnițki. Invazia otomană a Podoliei s-a produs in timpul vieții lui Besht și s-a însoțit de o difuzare a falsului mesianism al lui Sabetai Tzvi și al discipolilor acestuia, precum Malach și Jacob Frank. Odată cu recuperarea teritoriului Podoliei de către magnații polonezi ea a cunoscut un boom economic. Magnații s-au arătat binevoitori față de beneficiile economice aduse de activitatea evreilor, și au încurajat reașezarea evreiască în care au văzut și un mijloc de întărire a frontierei în fața unor viitoare invazii. Astfel comunitatea evreiască din Podolia și-a reluat existența de la capăt. În acest context evreii din Podolia au devenit deschiși spre noi idei. Prospețimea adusă de Baal Sem Tov în noile abordări ale iudaismului a fost bine primită, și s-a lovit de puțină împotrivire într-o comunitate ahtiată de schimbare.

### Practicile religioase
Besht era un mistic care simțea că a obținut „d'vekut” - „adeziunea”, gradul cel mai înalt de ascensiune a sufletului în ceruri, putea să comunice cu orice suflet din rai ar fi voit, deși se știe de o singură dorință a sa pe acest plan - cea de a comunica cu Mesia și aceasta, pentru o singură dată, și de a interveni între oameni și Dumnezeu. Avea, se credea, capacitatea de a apăra comunitatea evreiască de epidemii și de prigoane.
Aceasta - prin intermediul rugăciunilor. 
După o scrisoare a cumnatului lui Besht către Besht însuși, așa cum a fost ea interpretată de Moshe Rosman, Israel ben Eliezer se ocupa cu profeții, fiind capabil de a vedea venirea unei figuri mesianice la Ierusalim, cu toate că trăia foarte departe de acel oraș; cumnatul susținea că a examinat acea figură și a constatat că Besht avea dreptate. Această afirmație sprijinea credința că Besht era în măsură să vadă sufletele oamenilor și să discearnă calitatea mesianică a unui om chiar dacă îl zărea într-o viziune. Rosman a descris și o altă scrisoare a cumnatului lui Besht în care povestea cum Besht putea să viziteze raiul și să intre în legătură cu Dumnezeu.
Această ipostază derivă dintr-o serie de titluri primite de Besht, care îi atribuiau diverse performanțe religioase ca de exemplu înțelegerea tainelor lui Dumnezeu. Rosman, relatează, citând scrierile unui rabin polonez, că Besht era și un mare tămăduitor, cu cunoștințe vaste despre unsori si balsamuri și alte leacuri. Se crede că unele mijloace de vindecare folosite de el erau de natură mistică, dar nu se știe în ce proporții. Unii spuneau că putea să lecuiască numai prin rugăciuni și acte similare, precum recitarea unor cuvinte sfinte. 
Obișnuia în fiecare noapte de vineri să mănânce „farfel”, un tip de macaroane.Această denumire era asemănătoare cu verbul „farfallen ”- a fi șters, sau terminat. El credea că acele macaroane simbolizau începutul unei noi săptămâni. 

## Legături externe
- Israel Baal Șem Tov și Hasidismul
- Rabinul dr Itzhak Alfassi - Rabbi Israel Baal Shem Tov - hayav vetorató -  în seria Hasidism a saitului ebraic Daat al Colegiului Herzog Israel Baal Shem Tov - viața și învățătura sa 2000
- Kaufmann Kohler, Louis Ginzberg art .Ba'al Shem-Ṭob, Israel B. Eliezer, în Isidore Singer et al ed Jewish Encyclopedia. New York: Funk & Wagnalls. 1901-1906